# 乌拉德
乌拉德或巴告特之子费拉特（Uurad或Ferat son of Bargoit；？—842年）是皮克特人的国王（可能于839年-842年在位）。
《皮特克人编年史》 中的国王列表中给他的名字版本并不完全一样，他的名字还有两个相似的版本。 Ferat或Uurad在皮克特语中是最常见的读法，但是Feradach也可能意指。
托马斯·欧文·克兰西的解释是他是德罗斯滕石仅记载了两位名字中带有Ferat读音的君主之一，另一个君士坦丁一世，他的父系名在皮克特石上也读作Ferat。
起源于圣安德鲁斯的一种版本说那是Dudabrach的儿子Thana在"Bergeth的儿子Pherath"统治时期在麦格勒所写。
他的儿子可能包括布鲁德六世、肯尼思二世和特里斯坦十世，他们和以布鲁德七世和肯尼思三世·麦克亚尔宾（Cináed mac Ailpín）为首的王位竞争者争夺王位。

## 脚注
1. ↑  Early Sources, p. cxxvii.
2. ↑  根据亚尔宾二世的名推断，皮克特语Uuroid读起来和Feradach相似。
3. ↑  Early Sources, p. 266, note 2.